# Casper Hesseldal
Casper Hesseldal (* 19. November 1985 in Aarhus) ist ein ehemaliger dänischer Basketballspieler.

## Werdegang
Hesseldal spielte im Nachwuchs von Skovbakken Basketball, Stammverein der Bakken Bears. Ein Jahr verbrachte er als Jugendlicher an der Glenwood High School im US-Bundesstaat Wisconsin. Anschließend stand er in Bakkens Aufgebot in der höchsten dänischen Spielklasse, Basketligaen. Nach dem Gewinn der dänischen Meisterschaft 2008 wechselte der 1,98 Meter große Flügelspieler an das Northwest College in den US-Bundesstaat Wyoming. Dort spielte der Däne bis 2010. Ein anschließender Hochschulwechsel an die Sacramento State University zerschlug sich, er spielte stattdessen 2010/11 an der Fresno Pacific University in Kalifornien sowie 2011/12 an der Dickinson State University in North Dakota. Hasseldal war mit 15,4 Punkten je Begegnung der beste Korbschütze von Dickinson State in diesem Spieljahr.
Im Sommer 2012 wurde er vom dänischen Erstligisten Hørsholm 79ers verpflichtet, im selben Verein spielte ebenfalls seine Schwester Emilie. 2014 wechselte Casper Hesseldal innerhalb der ersten Liga des Landes zur Mannschaft Copenhagen Basketball. Dort spielte er zuletzt Ende Dezember 2016.
Hesseldal bestritt 17 A-Länderspiele für Dänemark.